# Венеційська протока

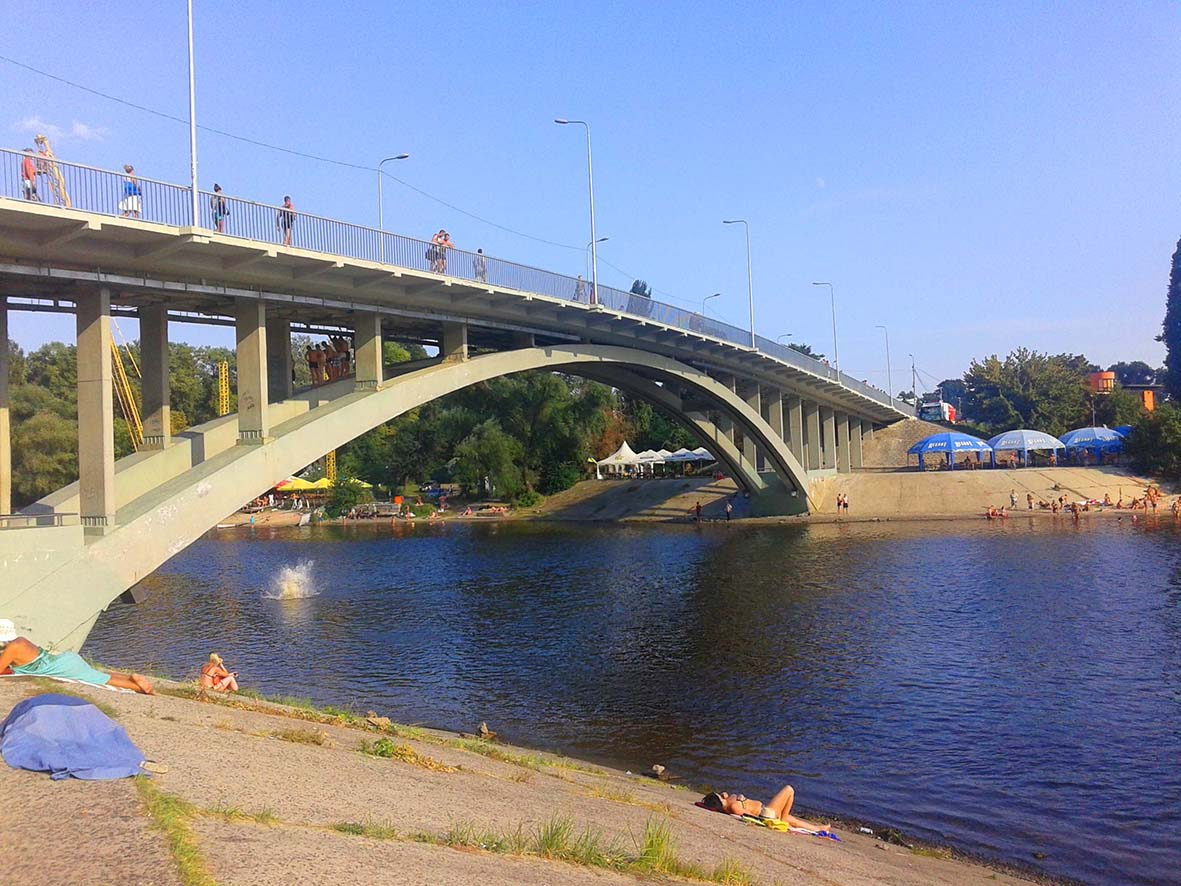
Венеційський міст над протокою

Вигляд Венеційської прото́ки з Венеційського мосту

Венеційська прото́ка — один з рукавів в руслі Дніпра на території Києва. Відгалужується від Чортория і впадає у Русанівську протоку. Розділяє Долобецький та Венеційський острови.
Довжина близько 900 м, ширина 100–150 м. Через протоку перекинуто міст.
Середні глибини — 1,5 м. Найбільша глибина 3 м. Судноплавна для малих плавзасобів.
У 1966 році через Венеційську протоку перекинули залізобетонний Венеційський міст, що з'єднав Венеційський та Долобецький острови та спрямував потік відпочивальників у південну частину острова Долобецький.
На берегах протоки розташовані Дитячий пляж та пляж «Венеція».